# فلیکس نوی روی تا
فلیکس نوی روی تا (۲۶ مارس ۱۹۸۴ در مونیخ) آلمان اسکی باز آلمانی. برادر آملی نوی روی تا است که در رشته‌های مارپیچ بزرگ و مارپیچ تخصص دارد. در مسابقات قهرمانی جهان موفق به کسب پنج مدال، که سه مدال در مارپیچ کوچک و دو مدال تیمی رقابت‌ها را است.